# Phaeochorella parinarii
Phaeochorella parinarii är en svampart som först beskrevs av Henn., och fick sitt nu gällande namn av Theiss. & Syd. 1915. Phaeochorella parinarii ingår i släktet Phaeochorella och familjen Phyllachoraceae.   Inga underarter finns listade i Catalogue of Life.